# Listă de filme: Ș
| Listă de filme                                          | Listă de filme | Listă de filme | Listă de filme | Listă de filme | Listă de filme | Listă de filme |
| ------------------------------------------------------- | -------------- | -------------- | -------------- | -------------- | -------------- | -------------- |
| #                                                       | A              | B              | C              | D              | E              | F              |
| G                                                       | H              | I              | J · K          | L              | M              | N · O          |
| P                                                       | Q · R          | S · Ș          | T · Ț          | U · V          | W · X          | Y · Z          |
| Această infocasetă: vizualizare • discuție • modificare |                |                |                |                |                |                |

Aceasta este o listă de filme care încep cu litera Ș.
- Șantaj (1982)
- Șanțul (2012)
- Șapte arte (1958)
- Șarpele (1996)
- Șase (2005)
- Școala de vară (2013)
- Șeful sectorului de suflete (1967)
- Și băieții câteodată (2013)
- Și caii sunt verzi pe pereți (2012)
- Și dacă... (2009)
- Și eu... (2011)
- Și s-au dus ca vântul... (2010)
- Și totul era nimic... (2006)
- Și... stop (2008)
- Șobolanii roșii (1991)
- Șoferița (1978)
- Șoptitorul Fantomelor (2010)
- Ștefan cel Mare - Vaslui 1475 (1975)
- Ștefan Luchian (1981)